# Miconia lasiostyla
Miconia lasiostyla är en tvåhjärtbladig växtart som beskrevs av Henry Allan Gleason. Miconia lasiostyla ingår i släktet Miconia och familjen Melastomataceae. Inga underarter finns listade i Catalogue of Life.